# Stanislav Hurenko
Stanislav Hurenko (ukrainska: Станісла́в Іва́нович Гуре́нко; ryska: Станисла́в Ива́нович Гуре́нко), född 30 maj 1936 i Ilovajsk, Ukrainska SSR, Sovjetunionen (nuvarande Ukraina), död 14 april 2013 i Kiev, Ukraina, var en sovjetisk eller ukrainsk politiker. Han var förste sekreterare i Ukrainska SSR:s kommunistiska parti från den 22 juni 1990 till den 1 september 1991.